# 孟守道
孟守道（Bishop Giuseppe Maggi, P.I.M.E., 1898年3月14日—1963年8月17日），天主教汉中教区主教（1949年1月13日-1963年8月17日），意大利宗座外方傳教會会士。
1898年3月14日，孟守道出生在意大利達爾米內。1919年（20岁）入宗座外方傳教會。1921年3月26日，23岁晋升神甫。赴中國传教。1949年1月13日（50岁）由教廷任命为天主教汉中教区主教 。同年3月20日，由凤翔教区王道南主教祝圣 。
1963年8月17日，孟守道主教去世，年65岁。